# Hiroim
Hiroim es un personaje ficticio que aparece en los cómics estadounidenses publicados por Marvel Comics. El personaje se representa generalmente como un personaje de apoyo en los libros de Hulk.

## Historia de la publicación
Aparece por primera vez en Increíble Hulk vol. 2 # 92 y fue creado por Greg Pak y Carlo Pagulayan.

## Biografía
Originalmente, Hiroim era un Sacerdote de la Sombra, dedicado a la historia del Sakaarson - el que uniría a la gente de Sakaar - y entrenado para unirse a las otras Sombras. Sin embargo, por su blasfemia de atreverse a soñar que él podría ser el Sakaarson, fue expulsado de la orden. Fue elegido para ser la guardia personal del Emperador de Sakaar, y para mantener una alianza entre las Sombras y el Imperio. Rompió este voto, sin embargo, cuando el Emperador ordenó a Hiroim que matara a su hijo adolescente (Rey Rojo), debido a la creencia de que él traería ruina y devastación a Sakaar (una predicción que terminó sucediendo). Para romper ese juramento, terminó en la escuela de entrenamiento de gladiadores del Imperio, el Maw, donde luchó junto a otros guerreros como Miek, Sin Nombre de Brood, Korg y Hulk. Después de dos victorias en la arena - durante la cual, su compañero de equipo, Lavin Skee resultó gravemente herido, después de escuchar las historias de sus aliados, Hiroim formó un pacto con el Warbound, prometiendo que siempre estarían juntos. Habiendo sido liberado de sus discos de obediencia por el Silver Surfer, el Warbound continuó a vencer al Rey Rojo, Hiroim concluyendo que Hulk era el verdadero Sakaarson (aunque pensó brevemente que el Surfer podría ser el Sakaarson).
Con la destrucción de Sakaar, después de la detonación de la lanzadera que trajo Hulk a la Tierra, Hiroim absorbió los poderes de todos los Sacerdotes de la Sombra de Sakaar, ya que era el único que quedaba, y acompañó a Hulk a la Tierra para librar una guerra contra los Illuminati. Durante el conflicto posterior con los héroes de la Tierra, Hiroim derrotó a Luke Cage durante el ataque inicial de Warbound, pero fue derrotado por el Doctor Strange cuando el hechicero llamó al poder de su viejo enemigo Zom. Hiroim le falta su brazo izquierdo, debido al ataque del Doctor Strange.
Después de la revelación de la traición de Miek que Miek había permitido la destrucción de Sakaar, el resto de Warbound se rindió a la custodia de S.H.I.E.L.D. Se las arreglan para escapar durante los temblores causados por la ruptura de la isla de Manhattan, debido a los daños que Hulk había causado. Canalizando los poderes basados en la roca de su compañero Warbound, Korg, así como el héroe de la Tierra, la Mole, Hiroim es capaz de "curar" el daño antes de que él y los demás se marchen, escapando a las alcantarillas.
Durante la Guerra Mundial Hulk Aftersmash: serie Warbound, Hiroim y sus compañeros Warbound enfrentan a los agentes de S.H.I.E.L.D. mientras intentan proteger a una seriamente herida, Elloe Kaifi. La tecnología teleportera desconocida lleva a toda la agente de guerra y agente Kate Waynesboro a Nevada. Hiroim no se encuentra con los otros, como había sido separado por el Líder. Basando a los dos en una fábrica aparentemente abandonada, el Líder utiliza los poderes de Hiroim para crear un entorno encapsulado de domo gamma llamado "Mundo Gamma". Kate y el Warbound están tratando de salvarlo, pero los escudos mortales suben a pesar de sus esfuerzos. Hiroim finalmente se sacrifica para detener al Líder, y transfiere su antiguo poder a Kate. Antes de su muerte, fue capaz de reconstruir brevemente su forma, Con un brazo izquierdo intacto, fuera de la roca existente, canalizando el poder total de sus viejos poderes.
Durante la historia de la Guerra del Caos, Hiroim termina regresando de entre los muertos después de lo que le sucedió a los reinos de la muerte. Él termina ayudando a los Hulks en la lucha contra la Abominación y las fuerzas de Zom y Amatsu-Mikaboshi. El problema también muestra que Hiroim y Korg estaban en una relación homosexual. Mientras Hulk pelea con su padre Brian Banner (quien tiene la forma de Devil Hulk), Hiroim intenta exorcizar a Zom del Doctor Strange. Esto falla, pero Zom es exorcizado cuando Marlo Chandler aprovecha los poderes de la Muerte.

## Poderes y habilidades
Como todo el Pueblo de la Sombra, Hiroim en su base, el estado natural posee rasgos físicos ligeramente superiores al máximo humano, y envejece más lentamente después de alcanzar la edad adulta a la edad de 13 años. Más allá de esto, ha recibido entrenamiento casi místico como Sacerdote Sombra, Y es un experimentado guerrero, estratega y filósofo. Después de las muertes de Caiera y de su pueblo heredó el "Poder Oldstrong" basado en la piedra, extrayendo energía del planeta mismo, permitiéndole convertir su cuerpo en una "roca mística" inmensamente dura y fuerte. Otros talentos demostrados incluyen la detección y el desmantelamiento de poderosas salas místicas lanzadas por el Doctor Strange, y un control limitado sobre la Tierra, como se ve cuando se ayuda a mantener un enorme abismo de la destrucción de la isla de Manhattan.

## Otras versiones

### Marvel Zombies Return
En el 4° número, Hulk, junto con el Warbound, llega a la luna con la esperanza de iniciar el Hulk de la Primera Guerra Mundial, pero en vez de cumplir con las versiones zombificadas de Giant Man y los Inmortales. En la batalla, Hiroim es devorado por uno de los Inmortales.

### What If
Hiroim fue presentado en dos cuestiones de "What If?":
- En "¿Qué pasa si Hulk muere y Caiera había vivido?" Hiroim participa en la conquista de la Tierra con Caiera como reina.
- La primera historia de ""What If" que giraba alrededor de "Guerra Mundial de Hulk" tenía a Hiroim y el resto de Warbound mueren después de que Iron Man no vaciló en usar el láser y destruye Nueva York. La segunda historia que trata de lo que sucedería si Thor luchó contra Hulk en el clímax había Hiroim con el Warbound cuando lucharon contra los Tres Guerreros. Siguiendo el razonamiento de Thor con Hulk y la exposición de la traición de Miek; Hulk, Hiroim y el resto de Warbound se van y crean un nuevo Sakaar.

## En otros medios

### Televisión
- Hiroim aparece en el final de la primera temporada de Hulk and the Agents of S.M.A.S.H., episodio 26, "El Planeta de El Líder", expresado por Fred Tatasciore.[7] Él está entre los habitantes de Sakaar que son controlados por el Líder, donde él supervisó a los esclavos en las minas de Sakaar. Hiroim fue liberado más tarde de los discos de control cuando She-Hulk sobrecargó el control de Líder sobre ellos.

### Película
- Hiriom aparece en la película de Planet Hulk expresado por Liam O'Brien.[8]